# Consonante labiale
Una consonante labiale è una consonante articolata con un intervento della labbra.
Si tratta di una denominazione generica che comprende sia le consonanti bilabiali, ottenute con la chiusura delle labbra ([p], [b], [m]),  sia le labiodentali, in cui vi è l'avvicinamento del labbro inferiore ai denti superiori ([f], [v], [ɱ]). Di fatto, spesso nelle lingue naturali si hanno fricative labiodentali in corrispondenza di occlusive bilabiali (ad esempio in italiano v è la fricativa corrispondente a b, vedere nervo - nerbo), mentre è più raro che le fricative siano anch'esse bilabiali ([ɸ], [β]).
In senso più generale può capitare di vedere applicato il termine di "labiali" anche ai suoni "labializzati" (cioè articolati con contemporaneo arrotondamento delle labbra come [kʷ], [ɡʷ], ecc.), nonché alle vocali e semivocali "arrotondate" (in particolare [u] e [w]).
Una classificazione del genere, per quanto "generica", a volte è utile per descrivere in modo economico alcuni fenomeni fonetici. Per esempio, in tuareg è frequente un fenomeno di dissimilazione che colpisce la consonante m (quando è formante di prefissi nominali), che perde la propria labialità e si trasforma in n se all'interno della parola vi è un suono "labiale", appartenente a una qualunque delle categorie più "specifiche" sopra elencate.